# Xã Homer, Quận Bates, Missouri
Xã Homer (tiếng Anh: Homer Township) là một xã thuộc quận Bates, tiểu bang Missouri, Hoa Kỳ. Năm 2010, dân số của xã này là 447 người.